# Between the Walls
Between the Walls – czwarty studyjny album niemieckiego gitarzysty heavymetalowego Axela Rudiego Pella. Wydawnictwo zostało wydane 1 czerwca 1994 roku nakładem wytwórni płytowej Steamhammer/SPV. Nagrania zostały zarejestrowane i zmiksowane między lutym a kwietniem 1994 roku w RA.SH Studio w Gelsenkirchen we współpracy z Ulrichem Pösseltem. Mastering odbył się w DMS Studios. Jest to pierwsze nagranie zespołu, na którym w roli klawiszowca pojawiła się Julie Greaux. Gościnnie na albumie dodatkowe instrumenty klawiszowe nagrywał późniejszy członek zespołu, Christian Wolff.

## Lista utworów
Opracowano na podstawie materiału źródłowego.
1. "The Curse" (utwór instrumentalny) – 1:16
2. "Talk of the Guns" – 4:52
3. "Warrior" – 5:12
4. "Cry of the Gypsy" – 5:01
5. "Casbah" – 10:01
6. "Outlaw" – 3:59
7. "Wishing Well" (cover Free) – 4:01
8. "Innocent Child" – 5:27
9. "Between the Walls" – 4:05
10. "Desert Fire" (utwór instrumentalny) – 3:08

## Twórcy
Opracowano na podstawie materiału źródłowego.
| - Volker Krawczak – gitara basowa - Axel Rudi Pell – gitara, produkcja - Jörg Michael – perkusja - Jeff Scott Soto – śpiew - Julie Greaux – instrumenty klawiszowe | - Christian Wolff – dodatkowe instrumenty klawiszowe, dodatkowa inżynieria dźwięku, dodatkowe miksowanie - Ulli Pösselt – produkcja, miksowanie, inżynieria dźwięku - Thomas Erkelenz – dodatkowa inżynieria dźwięku, dodatkowe miksowanie - Ulf Horbelt – mastering - Marc Klinnert – okładka - Michael Bussmann – zdjęcia |